# Golf ai Giochi della II Olimpiade
Ai Giochi della II Olimpiade il golf ha fatto la sua prima apparizione in un programma dei Giochi olimpici. I due eventi, uno maschile e uno femminile, si svolsero il 2 ottobre 1900 al Compiègne Golf Club di Compiègne e vi presero parte 22 atleti provenienti da 4 nazioni.

## Medagliere
| Pos.   | Paese         | Oro | Argento | Bronzo | Totale |
| ------ | ------------- | --- | ------- | ------ | ------ |
| 1      | Stati Uniti   | 2   | 1       | 1      | 4      |
| 2      | Gran Bretagna | 0   | 1       | 1      | 2      |
| Totale | Totale        | 2   | 2       | 2      | 6      |

## Risultati

### 36 buche maschili
| Pos. | Atleta              | Nazionalità   | Totale | Turno 1     | Turno 2     |
| ---- | ------------------- | ------------- | ------ | ----------- | ----------- |
| 1    | Charles Sands       | Stati Uniti   | 167    | 82          | 85          |
| 2    | Walter Rutherford   | Gran Bretagna | 168    | Sconosciuto | Sconosciuto |
| 3    | David Robertson     | Gran Bretagna | 175    | Sconosciuto | Sconosciuto |
| 4    | Frederick Taylor    | Stati Uniti   | 182    | Sconosciuto | Sconosciuto |
| 5    | John Daunt          | Francia       | 184    | Sconosciuto | Sconosciuto |
| 6    | George Thorne       | Gran Bretagna | 185    | Sconosciuto | Sconosciuto |
| 7    | William Dove        | Gran Bretagna | 186    | Sconosciuto | Sconosciuto |
| 8    | Albert Bond Lambert | Stati Uniti   | 189    | 94          | 95          |
| 9    | Arthur Lord         | Francia       | 221    | Sconosciuto | Sconosciuto |
| 10   | Pierre Deschamps    | Francia       | 231    | Sconosciuto | Sconosciuto |
| 11   | Alexandros Merkati  | Grecia        | 246    | Sconosciuto | Sconosciuto |
| 12   | J. van de Wynckélé  | Francia       | 252    | Sconosciuto | Sconosciuto |

### 9 buche femminili
| Pos. | Atleta                       | Nazionalità | Totale |
| ---- | ---------------------------- | ----------- | ------ |
| 1    | Margaret Abbott              | Stati Uniti | 47     |
| 2    | Pauline Whittier             | Stati Uniti | 49     |
| 3    | Daria Pratt                  | Stati Uniti | 53     |
| 4    | Jeanne Froment-Meurice       | Francia     | 56     |
| 5    | Ellen Ridgway                | Stati Uniti | 57     |
| 6    | Madeleine Fournier-Sarlovèze | Francia     | 58     |
| 7    | Mary Ives Abbott             | Stati Uniti | 65     |
| 7    | Lucile Fain                  | Francia     | 65     |
| 9    | Rose Gelbert                 | Francia     | 76     |
| 10   | Marie Brun                   | Francia     | 80     |